# Чудная, Анастасия Ивановна
Анастасия Ивановна Чудная (20 января 1928 — ?) — новатор сельскохозяйственного производства, Герой Социалистического Труда (1966).
С 1952 года доярка экспериментальной базы НИИ животноводства «Красный водопад» (Орджоникидзевский район Ташкентской области).
В 1957 году первая в хозяйстве стала работать на доильной площадке Тандем-10. В 1966 году от каждой из закрепленных за ней 165 коров надоила по 3450 кг молока.
В 1981 году от каждой из 175 коров надоила по 5030 кг молока — всего 865 тонн. В 1982 году установила рекорд СССР по валовому надою — 883 тонны (по 5135 килограммов от каждой из 172 коров).
Обучила передовым методам работы сотни доярок Ташкентской области.
Депутат Верховного Совета Узбекской ССР 6 и 7 созывов.
Член КПСС с 1962 года. В 1971—1976 член ЦК Компартии Узбекистана.
Герой Социалистического Труда (1966). Лауреат Государственной премии СССР (1976). Награждена орденом Ленина и двумя орденами Трудового красного Знамени.
Автор статей по машинному доению коров и автобиографической книги «Молочная река».